# Toshmuhammad Qori-Niyoziy

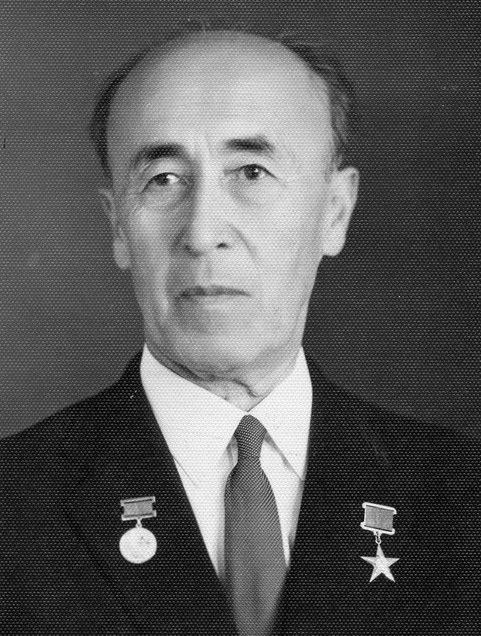
Toshmuhammad Qori-Niyoziy

Toshmuhammad Qori-Niyoziy (russisch Ташмухамед Ниязович Кары-Ниязов Taschmuchamed Nijasowitsch Kary-Nijasow, * 21. Augustjul. / 2. September 1897greg. in Chudschand, Russisches Kaiserreich; † 17. März 1970 in Taschkent, Usbekische SSR) war ein sowjetischer Mathematiker und Wissenschaftshistoriker aus Usbekistan und erster Präsident der Akademie der Wissenschaften der Usbekischen SSR.

## Leben
Qori-Niyoziy wurde am 21. Augustjul. / 2. September 1897greg. (nach einigen Angaben im Jahr 1896) in Chudschand in eine Schuhmacherfamilie geboren. 
Nach dem Abschluss der russisch-einheimischen Schule in Fargʻona im Jahr 1916 arbeitete er als Lehrer und gründete 1917 in Fargʻona die erste usbekische Schule. Er war maßgeblich an der Gründung des ersten usbekischen pädagogischen Technikums in Qoʻqon 1920 beteiligt und war von 1920 bis 1925 dessen Direktor.
Im Jahr 1930 schloss er sein Studium der Physik und Mathematik an der Ersten Zentralasiatischen Staatlichen Universität in Taschkent ab. Bereits während seines Studiums begann er dort zu unterrichten und wurde 1931 zum Professor ernannt. In den Jahren 1931 bis 1933 war er Rektor der Universität. 1939 wurde er Doktor der Physik und Mathematik.
Von 1937 bis 1940 war er Vorsitzender des Wissenschaftskomitees des Rates der Volkskommissare der Usbekischen SSR und gleichzeitig von 1939 bis 1943 stellvertretender Vorsitzender des Rates der Volkskommissare der Usbekischen SSR für Fragen der Wissenschaft, Kultur und Kunst. Im Juni 1941 leitete er eine wissenschaftliche Expedition zur Untersuchung des Grabes des Emirs Timur in Samarkand. Ab 1940 leitete er das Präsidium des Usbekischen Zweigs der Akademie der Wissenschaften der UdSSR. und von 1943 bis 1947 war er der erste Präsident der Akademie der Wissenschaften der Usbekischen SSR.
Ab 1948 war er Professor am Institut für Ingenieure für Bewässerung und landwirtschaftliche Mechanisierung Taschkent und Mitglied des Präsidiums der Akademie der Wissenschaften der Usbekischen SSR.
Er war Mitglied der Kommunistischen Partei der Sowjetunion seit 1931. Von 1941 bis 1950 war er Abgeordneter des Obersten Sowjets der UdSSR der ersten und zweiten Einberufung.
Er starb am 17. März 1970 und wurde auf dem Chigatay-Friedhof in Taschkent beerdigt.

## Familie
Die Ehefrau von Qori-Niyoziy trug den Namen Aischa-Chanum, geborene Urasajewa (2. September 1897 – 31. Januar 1988). Sie war eine der ersten Volksschullehrerinnen in Turkestan. Aischa-Chanum absolvierte das Fergana Frauengymnasium und unterrichtete Russisch an einer russisch-einheimischen Schule in der Stadt Namangan. Nach der Revolution im Jahr 1917 arbeitete sie an der Skobolewskaja-Sowjetskaja-Schule. Sie war die Schwester von Abdurachman Urasajew, einem Assistenten des Schwurgerichtsbevollmächtigten, Mitglied der Allrussischen Konstituierenden Versammlung und stellvertretenden Ministers für Innere Angelegenheiten der Kokand-Autonomie.

## Werke
- Autor von Kursen zur höheren Mathematik in Usbekisch:
  - „Hauptkurs der mathematischen Analyse“ (1937)
  - „Grundlagen der analytischen Geometrie“ (1937)
- Werke zur Geschichte von Wissenschaft und Kultur in Usbekistan:
  - Die Monografie „Die astronomische Schule von Ulugbek“ (1950) basierend auf der Erforschung der Arbeiten von Ulugbek und anderen Wissenschaftlern des 15. bis 17. Jahrhunderts (Stalinpreis, 1952)
  - „Essays zur Geschichte der Kultur von Sowjet-Usbekistan“ (1955)
- Memoiren „Gedanken über den zurückgelegten Weg“ (1970).

## Auszeichnungen
- Held der sozialistischen Arbeit (1967)[4]
- Drei Leninorden
- Drei Orden der Arbeitstruppenfahne
- Orden „Für große Dienste“ (2002, posthum)[6]
- Stalinpreis dritten Grades (1952) – für wissenschaftliche Arbeit „Die astronomische Schule von Ulugbek“ (1950)[7]
- Staatspreis der Usbekischen SSR im Namen von Al-Biruni (1970)[7]
- Korrespondierendes Mitglied der Internationalen Akademie der Geschichtswissenschaften (1967)[7]
- Verdienter Wissenschaftler der Usbekischen SSR (1939)